# Національна агенція «Медичні закупівлі України»

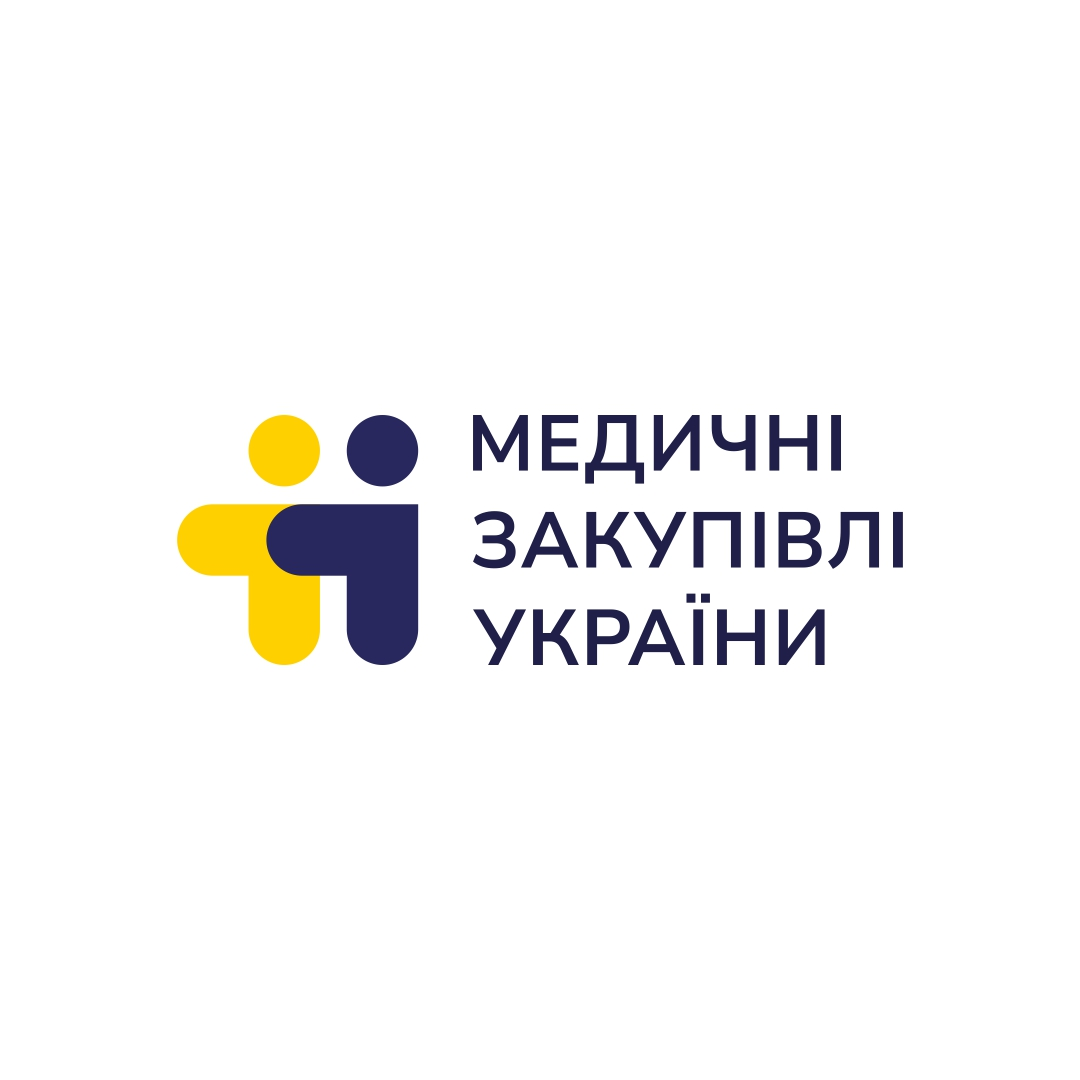
Логотип національної' агенції «Медичні закупівлі України»

Медичні закупівлі України (МЗУ) — національна агенція, яка забезпечує функціонування ефективної та ощадливої до коштів платників податків системи медичного постачання в Україні. Юридична особа ДП "МЕДЗАКУПІВЛІ УКРАЇНИ", код ЄДРПОУ 42574629, було зареєстровано 25.10.2018. Розмір статутного капіталу юридичної особи складає 2 348 007,27. На момент останнього оновлення даних 28.12.2024 стан юридичної особи - Зареєстровано.
Уповноваженою особою юридичної особи ДЕРЖАВНЕ ПІДПРИЄМСТВО "МЕДИЧНІ ЗАКУПІВЛІ УКРАЇНИ" є КЛЬОЦ ОЛЕГ ЛЕОНІДОВИЧ, Некрасова Катерина Дмитрівна, Кльоц Олег Леонідович.Зокрема, агенція:
- Закуповує ліки та обладнання за централізованими напрямами МОЗ;
- Купує медичні товари в межах ініціативи United24;
- Як ЦЗО надає закупівельні послуги іншим публічним замовникам;
- Адмініструє медичний е-каталог Прозоро маркет.

Медичні закупівлі України створені 25 жовтня 2018 року в межах реформи сфери охорони здоров'я та публічних закупівель.
Місія агенції — забезпечувати прозорі та ефективні державні закупівлі задля наявності та доступності якісних ліків та виробів медичного призначення для українців.
Ключова візія — прагнення покращити якість та тривалість життя українців через ефективне медичне постачання та створювати цінність для національних та міжнародних партнерів.

## Історія

### Передумови
З 2015 року Міністерство охорони здоров'я (МОЗ) України розпочало закупівлі лікарських засобів та медичних виробів із залученням спеціалізованих міжнародних організацій, таких як Програма розвитку ООН, Дитячий фонд ООН (ЮНІСЕФ), британська закупівельна агенція Crown Agents тощо. Таке рішення визначалося як тимчасове, допоки Україна не створить національну агенцію, спроможну побороти широко розповсюджену корупцію, що панувала в державних медичних закупівлях до 2015 року.
При цьому було визначено, що МОЗ реалізує виключно функцію формування політики без здійснення функції закупівлі.
Практика та досвід спеціалізованих організацій, що здійснювали закупівлі, у цілому довели свою успішність, забезпечивши населення протягом років своєї роботи якісними та безпечними ліками із одночасною економією бюджетних коштів. Така економія досягалася за рахунок зняття можливої корупційної складової, яка існувала в українських державних закупівлях до 2015 року, агрегації об'ємів замовлення та виходу на виробників. Міжнародні закупівельні організації також заклали фундамент та привнесли стандарти в закупівельну сферу.
Закупівлі через міжнародні організації мали і певні недоліки. Вони отримували суттєвий відсоток за свої надані послуги, проводили закупівлі за власними процедурами, через що українські платники податків не мали можливості проконтролювати процедури відбору постачальників та принципи формування ціни. Поставки відбувалися через кілька років (в окремих випадках — рік-у-рік) після формування замовлення, що подекуди створювало дефіцит ліків.
Враховуючи позитивний досвід та практики, привнесені міжнародними спеціалізованими організаціями, Кабінетом Міністрів України була схвалена Концепція реформування закупівель лікарських засобів та медичних виробів, допоміжних засобів, інших товарів медичного призначення, одним із напрямів якої стало створення національної стратегічної закупівельної організації. Такий державний орган мав забезпечити ефективні закупівлі медичних товарів за бюджетні кошти, застосовуючи при цьому провідні практики та механізми спеціалізованих міжнародних організацій.

### Створення
Медзакупівлі України були створені 25 жовтня 2018 року. Агенція також мала інституціоналізувати розмежування функцій формування політики (характерні для Міністерства охорони здоров'я) та реалізації політики, зокрема, у закупівлях (МЗУ). Адже концентрація в одному органі повноважень щодо визначення товарів до закупівлі, особливостей закупівлі таких товарів (ТЗ) та власне проведення закупівель — потенційна можливість зловживання владними повноваженнями.  

### Законодавча база
Наступні Закони України дозволили Медзакупівлям України реалізувати закупівлі використовуючи ті ж самі принципи, що і міжнародні організації.
Закон України від 17.03.2020 № 531-IX «Про внесення змін до деяких законів України, спрямованих на  підвищення доступності лікарських засобів, медичних виробів та допоміжних засобів до них, які закуповуються особою, уповноваженою на здійснення закупівель у сфері охорони здоров'я». Визначає правові засади та особливості діяльності МЗУ в частині укладання договорів, організації отримання та розповсюдження товарів до кінцевих споживачів:
- вводить новий інструмент Managed Entry Agreements (договори керованого доступу). Це можливість напряму вступати в перемовини та укладати договори із виробниками інноваційних та дороговартісних оригінальних лікарських засобів. Завдяки цьому Україна зможе ексклюзивно отримувати передові ліки за зниженими цінами;
- передбачає закупівлю МЗУ лікарських засобів, зареєстрованих в одній із країн ЄС, від постачальників — нерезидентів, імпортування таких товарів, звільнення від ПДВ, скорочену процедуру реєстрації, звільнення від ліцензування на імпорт тощо.

Закон України від 17.03.2020 № 532-IX «Про внесення змін до Податкового кодексу України щодо підвищення доступності лікарських засобів, медичних виробів та допоміжних засобів до них, які закуповуються за кошти державного бюджету, та створення умов для закупівель у сфері охорони здоров'я за кошти державного бюджету» визначає:
- звільнення від сплати ПДВ лікарських засобів, які закуповуються МЗУ;
- гармонізує податкове законодавство у відповідність до положень попереднього Закону.

На виконання прийнятих Законів були приведенні у відповідність нормативно-правові акти Кабінету Міністрів України та МОЗ України.
15 грудня 2020 року Верховна Рада України підтримала правки до Бюджетного кодексу України, що дозволяють МЗУ брати середньострокові зобов'язання для закупівель лікарських засобів та медичних виробів.
Такі працюючі інструменти дозволятимуть МЗУ:
- планувати процес закупівель на термін більше ніж один календарний рік, зокрема на поточний рік і два наступних. Таким чином, щоб гроші не згорали в кінці бюджетного періоду і не «поверталися» в бюджет. Можливість брати середньострокові зобов'язання дає можливість виходити за межі бюджетного року в закупівлях медичних товарів;
- вдосконалити систему планування та закуповувати ефективніше. Наприклад, виробництво деяких ліків може тривати рік-півтора. Вони виробляються лише на замовлення і не зберігаються на складі. Можливість укладати договори на кілька років наперед дозволить МЗУ ефективніше планувати закупівельний процес, забезпечувати пацієнтів якісними та ефективними ліками своєчасно.

## Керівництво
Адаманов Едем Бекірович - генеральний директор Медзакупівель України. Обіймає посаду з серпня 2023 року. До цього з 2019 по березень 2021 року працював в МЗУ на посаді заступника генерального директора з закупівель. Потім очолив ЦЗО ДУ «Професійні закупівлі».
Навчався в Кримському економічному інституті ДВНЗ «Київський національний економічний університет імені Вадима Гетьмана», який закінчив з відзнакою. Отримав ступінь магістра за спеціальністю «Міжнародна економіка». Вивчав міжнародний бізнес на магістерській програмі у Варшавському державному університеті. Пройшов навчання за короткостроковими та середньостроковими програмами Києво-Могилянської Бізнес Школи з питань менеджменту та державного управління.
Попереднім керівником МЗУ був Арсен Жумаділов [Архівовано 7 червня 2021 у Wayback Machine.].

## Ключові стратегічні ініціативи та цілі на період 2021—2023 роки

### Стратегічні цілі щодо профільної діяльності у 2021—2023 роках
1) Забезпечення проведення ефективних закупівель та поставок за централізованими програмами МОЗ України.
Продуктивні (efficient) та результативні (effective) закупівлі за бюджетними програмами МОЗ України, а також забезпечує ефективне управління вчасними поставками закуплених товарів.
2) Розвиток інформаційно-аналітичних інструментів.
Створення інформаційно-аналітичні інструменти, що збільшують прозорість у сфері медичних закупівель, забезпечують доступ зацікавлених осіб до необхідної інформації та дозволяють ухвалювати якісні управлінські рішення залученим до процесу закупівлі суб'єктам.
3) Розширення обсягу надання закупівельних послуг іншим публічним замовникам.
Допомога іншим публічним замовникам, що купують товари медичного призначення, проводити ефективні закупівлі за рахунок інструменту ЦЗО.

### Ключові стратегічні ініціативи на період 2021—2023 років
1) Створення закупівельного хабу — закупівельної агенції повного циклу.
2) Впровадження передових світових практик та високих стандартів професійної діяльності:
- удосконалення системи управління персоналом;
- запобігання корупції та комплаєнс;

3) Налагодження комунікації з ключовими стейкхолдерами та управління брендом:
- комунікація з міжнародними партнерами;
- управління брендом.

### Прорахунки поManaged Entry Agreements(договори керованого доступу) в 2021-2024 роках.
Можливість напряму вступати в перемовини та укладати договори із виробниками інноваційних та дороговартісних оригінальних лікарських засобів знівельована менеджментом традиційної системи управління МОЗ та низькою комунікацією із залученими до процесів сторонами. Перший укладений договір керованого доступу по закупівлі лікарського засобу для лікування спінальної м'язової атрофії в 2021 році виявив неефективний розподіл ліків та витрати державних коштів, що призвело до судового позову у справі №320/48506/24 (провадження №П/320/48506/24), яка перебуває у Київському окружному адміністративному суді з 22.10.2024 року.

## Діяльність

### 2019 рік
МЗУ проводили підготовчу роботу до проведення закупівель: фахівці переймали досвід світових профільних закупівельних агенцій, зустрічалися з постачальниками та виробниками, готували пропозиції щодо нормативно-правової бази, формували тендерну документацію, створили інформаційно-аналітичну систему MedData, розширяли команду.
У 2019 році, на замовлення Центру громадського здоров'я України [Архівовано 2 червня 2021 у Wayback Machine.], за кошти Глобального фонду [Архівовано 7 червня 2021 у Wayback Machine.], МЗУ провели 43 тендерні процедури, в тому числі, із використанням системи Prozorro. Очікувана вартість становила 94 млн грн, фактична — 58 млн грн. Отже, команді Медзакупівель України вдалося зекономити 36 млн грн або понад 38 % коштів.

### 2020 рік

#### Централізовані закупівлі ліків та медвиробів
У 2020 році Медзакупівлі України вперше закуповували препарати та медвироби за централізованими програмами МОЗ України. До МЗУ було доведено 14 напрямів з 38, тобто 489 позицій на суму 5,9 млрд грн. За іншими напрямами закупівлі продовжували відбуватись через міжнародні організації.
За рахунок підготовки та якісної роботи з ринком на процедури МЗУ вийшло 130 унікальних компаній — виробники та дистриб'ютори, резиденти та нерезиденти.
За результатами цих закупівель було досягнуто економії бюджетних коштів в розмірі 1,08 млрд грн. або 21,5 %. Було закуплено 349 МНН на суму 3,772 млрд гривень.
Найбільшої економії було досягнуто в межах наступних хворобо: доросла онкологія, онкогематологія та рак нирки (41,67 % економії коштів за напрямком), дихальні розлади новонароджених (61,6 % економії коштів за напрямком), антирезусний імуноглобулін (45,13 % економії коштів за напрямком), пологові кровотечі (51,86 % економії коштів за напрямком).
Найбільш показовими прикладами успішності аукціонів МЗУ вважаються аукціони за такими онкопрепаратами:
- Трастузумаб (рак молочної залози) було досягнуто 142,3 млн грн економії (або 53,98 %) за рахунок залучення до тендеру одного із виробників препарату. Отримана ціна — найнижча ціна, яку даний виробник дав на препарат в усьому світі[10].
- Сунітініб (рак нирки) закуповувався у 2020 році вперше в межах централізованих закупівель. Для створення конкуренції тендер було проведено не на конкретний препарат, а на 12-тижневий курс лікування одним із двох препаратів — Сунітініб або Пазопаніб. Для лікування пацієнтів зазвичай призначається один із двох цих монопольних препаратів. Під час аукціону вартість ліків знизилась більше ніж на 43 % за рахунок створення конкуренції між двома монопольними виробниками;
- Азацитідін (доросла онкологія) закуповувався у 2020 році вперше в межах централізованих закупівель і його вартість вдалося зменшити на понад 76 %.

МЗУ вдалося досягнути ощадливіших цін у порівнянні з закупівлями спеціалізованих організацій (Краун Ейджентс, ПРООН, ЮНІСЕФ), які купували подібні препарати раніше. Зокрема, за 23 з 374 препаратів економія склала більше 50 %, за 89 МНН — більше 20 %. У цілому заощаджень від цін спеціалізованих організацій вдалось досягти за 204 позиціями із 362, які були можливі до порівняння.

#### Закупівля товарів для протидії COVID-19 (за кошти стабілізаційного фонду Державного бюджету України)
У 2020 році, виконуючи відповідні доручення Міністерства охорони здоров'я України, МЗУ закуповували наступні товари на суму близько 4,9 млрд грн:
- ліки для протидії COVID-19: Імуноглобулін (10 727 од), Тоцилізумаб (3064 од), Ремдесевір (28 200 од);
- захисні щитки (29 567 од), респіратори (1 233 810 од) та нітрилові рукавички (4 793 880 од);
- експрес-тести на визначення антигену COVID-19 (5 919 800 од);
- 200 апаратів ШВЛ експертного класу;
- 161 апарат комп'ютерної томографії (КТ)[11] в рамках проекту «Велике будівництво» на 16 та 32 зрізи. Були законтрактовані КТ провідних світових компаній, як-от Canon, General Electric, Hitachi, Siemens для приймальних відділень опорних закладів охорони здоров'я у госпітальних округах;
- одяг захисний різних класів захисту, одноразовий та багаторазовий (2 942 575);
- медичні маски (26 647 040 од);
- 416 автомобілів швидкої медичної допомоги (АШМД) за програмою «Розвиток системи екстреної медичної допомоги». 246 АШМД на базі Citroen Jumper: 104 Типу С (2×4) та 142 Типу В (2×4); 56 АШМД Типу В (2×4) на базі Renault Master; 114 АШМД на базі Volkswagen Crafter: 75 автомобілів Типу В (4×4) та 39 автомобілів Типу С (4×4).

#### Закупівля вакцини CoronaVac
30 грудня 2020 року Медзакупівлі України уклали Договір з ПрАТ «Лекхім» щодо закупівлі 1 913 316 доз вакцини CoronaVac, виробництва китайської фірми Sinovac Life Sciences Co., Ltd на суму 964 млн грн. Це — перший договір, який уклала Україна на закупівлю вакцини проти COVID-19. Договір про закупівлю опублікований в системі Prozorro. Це один із нечисленних випадків в світі, коли договір про закупівлю вакцини і її ціна є публічними. Зі сторони української фірми-дистриб'ютора було розтермінування терміну поставок, через що МЗУ почало нарахування пені та звернулось до суду.
Загальний закупівельний бюджет Медзакупівель України у 2020 році склав близько 10 млрд грн, загальна сума заощаджень на всіх закупівлях склала 2,95 млрд грн коштів платників податків.
Моніторинговий звіт за результатами закупівель МЗУ в 2020 році доступний на сайті.

### 2021 рік
Відповідно до наказу Міністерства охорони здоров'я України № 32 від 12.01.2021 (зі змінами), МЗУ закуповували лікарських засобів та медичних виробів за 21 напрямом.
Під час проведення закупівель МЗУ вдалось досягти економії бюджетних коштів в рамках кожного напряму. Загальна економія складала 2,5 млрд грн від перших паспортів бюджетних програм. Загальна вартість укладених контрактів у 2021 році склала 7,3 млрд грн. Ціни, за якими закуповує МЗУ, — в рази нижчі за ціни в аптеках та госпітальних закупівлях на місцях та значно нижче цін міжнародних спеціалізованих організацій, які закуповували за тими самими позиціями раніше. Заощаджені кошти платників податків дозволяють державі якісніше забезпечувати соціальні потреби громадян.
Окрім, медичних товарів у межах централізованих напрямів МОЗ, у 2021 році МЗУ закуповували медичне обладнання для розвитку інфраструктури українських лікарень. Зокрема, агенція закупила автомобілі швидкої медичної допомоги, ангіографи, ендоскопи, лабораторне обладнання для проведення скринінгу новонароджених, манекени та кисневі станції.
Повний звіт за результатами закупівель у 2021 році доступний на сайті МЗУ.

## Закупівлі під час повномасштабної війни рф проти України у 2022 році
Незважаючи на активні бойові дії, МЗУ вдалося розпочати вчасно централізовані закупівлі 2022. Агенція закуповує на 26 напрямами, включно з мадикаментами для потреб воєнного стану. Команді МЗУ вдалось вирішити ключові ризики, з якими вони стикнулись після 24 лютого. Зокрема, МЗУ адаптували внутрішні бізнес-процеси для проведення ефективних та прозорих закупівель у період невизначеності та частих законодавчих змін. Також вдалось напрацювати безпечні та регулярні логістичні шляхи, щоб оперативно постачати ліки та обладнання у лікарні.
Також МЗУ закуповує обладнання в межах президентської фандрейзингової ініціативи United24. Зокрема, агенція купила новітні рентгенівські системи з С-арками для виявлення уламків під час оперативного втручання, реанімобілі, апарати зовнішньої фіксації, анестезіологічні апарати, транспортні апарати ШВЛ тощо.

## МЗУ як адміністратор медичного е-каталогу Prozorro Market
Медзакупівлі України адмініструють медичну частину електронних каталогів Prozorro Market [Архівовано 7 червня 2021 у Wayback Machine.]. Адміністратором всіх інших категорій товарів — ДУ «Професійні закупівлі» [Архівовано 7 червня 2021 у Wayback Machine.].
Е-каталог — аналог онлайн магазину для публічних замовників. Він дозволяє державним та комунальним установам зручно, без бюрократичного навантаження, купувати товари за державний кошт.  
Купувати товари можна через електронні майданчики, які долучились до Prozorro Market [Архівовано 23 травня 2021 у Wayback Machine.], за допомогою кабінету замовника.  
Переваги використання Prozorro Market для замовників:
- широкий асортимент товарів, який постійно оновлюється адміністратором;
- економія коштів до 69 %[17];
- відсутність непотрібної бюрократії: документи генеруються автоматично, є шаблони договорів;
- значна економія часу на укладання угод і виконання замовлення;
- адміністратор каталогу кваліфікує постачальників: перевіряє всі документи, досвід постачання подібних товарів та надійність компаній відповідно до вимог чинного законодавства;
- можливість поскаржитися на постачальника, якщо він не дотримався правил роботи із замовленням;
- супровід адміністраторами каталогів.

Переваги використання Prozorro Market для постачальників:
- нові ринки збуту товарів;
- великі та регулярні замовлення;
- швидке укладання та закриття угод;
- дистанційне виконання замовлення;
- економія часу;
- за необхідності консультації фахівців МЗУ.

## Міжнародна діяльність
Медичні закупівлі України є членом PPRI- мережі обміну інформацією та досвідом між державними інституціями Східної Європи та Центральної Азії. Також МЗУ співпрацюють з іншими міжнародними установами та організаціями, зокрема, з World Health Organization, Глобальним фондом, USAID у рамках проєкту USAID «Безпечні, доступні та ефективні ліки для українців» SAFEMed та USAID Ukraine — USAID Україна /UK aid TAPAS Project [Архівовано 7 лютого 2021 у Wayback Machine.]/Прозорість та підзвітність у держуправлінні та послугах тощо.
Незалежність діяльності МЗУ як закупівельної агенції визнається міжнародними партнерами України. Зокрема, про це йдеться у Меморандумі МВФ з Україною по програмі stand-by від 02.06.2020, а також у Меморандумі між Україною та ЄС щодо надання «виняткової» макрофінансової допомоги від 25.08.2020.  

## Антикорупційна політика МЗУ
Одне із ключових завдань медичних закупівель України — забезпечення прозорих та ефективних закупівель лікарських засобів, медичних виробів та обладнання.
Основою антикорупційної політики МЗУ є комплекс антикорупційних інструментів, зокрема:
- Впровадження принципу «нульової толерантності до корупції» у процеси;
- Антикорупційний контроль на всіх етапах закупівель;
- Система управління ризиками закупівельного процесу;
- Постійний моніторинг та комплаєнс-контроль ділових партнерів;
- Отримання та всебічний розгляд інформації про порушення антикорупційної політики;
- Управління конфліктом інтересів та етичний контроль.

Окрім чинного законодавства в сфері запобігання корупції, у своїй роботі співробітники Медичних закупівель України керуються такими документами:
- Антикорупційна програма на 2021—2022 рр [Архівовано 7 червня 2021 у Wayback Machine.].
- Кодекс професійної етики та ділової поведінки співробітника [Архівовано 7 червня 2021 у Wayback Machine.].
- Іншими діючими внутрішніми процедурами і політиками.

У 2022 році команда МЗУ впровадила систему комплаєнс контролю — автоматизовану платформу, за допомогою якої кожен може повідомити про підозру щодо правопорушення з боку сторін, залучених до роботи агенції.

## ІТ інфраструктура Медичних закупівель України
Наразі IT-архітектура МЗУ складається з трьох взаємопов'язаних та взаємодоповнюючих одна одну великих систем: MedData, e-Stock та MedSupply, що перебувають на етапі розробки. Вони значно посилять роботу як МЗУ, так і взаємодію інших стейкхолдерів у сфері охорони здоров'я (МОЗ, заклади охорони здоров'я (ЗОЗ), постачальники, логістичні партнери тощо).

### MedData
Наразі система MedData є основним інструментом МЗУ для управління державними закупівлями лікарських засобів та медичних виробів. Серед її функцій: збір та агрегація даних від різних інституцій для запуску внутрішніх бізнес процесів, проведення аукціонів та управління закупівлями, комунікація з постачальниками щодо укладання договорів та графіків поставок. MedData збирає максимум інформації та надалі поширює її в інші системи обробки.
У майбутньому MedData передасть деякий функціонал системі e-Stock, яка зараз перебує в розробці та описана далі в дайджесті.
MedData й надалі слугуватиме джерелом збору даних щодо таких важливих процесів як:
- моніторинг кампанії вакцинації;
- оголошення, дозаповнення та ведення закупівель;
- узгодження графіків поставок з постачальниками.

Агрегуючи дані в єдиній системі, наша команда підвищує ефективність закупівельного процесу.

### eStock
e-Stock слугуватиме центральною електронною системою управління залишками лікарських засобів та медичних виробів, що функціонуватиме за принципом державно-приватного партнерства. Система буде сфокусована на всіх етапах життєвого ланцюжку постачання лікарських засобів та медичних виробів: від збору та розрахунку потреби за номенклатурою до обліку в ЗОЗах та інвентаризації. Вона забезпечить ефективний збір потреби, закупівлю, моніторинг та управління залишками в лікарнях України.

### MedSupply
Система MedSupply, буде використовуватись для контролю над логістичними процесами МЗУ. Вона буде розвиватись як робоче місце логістів, що функціонує на основі даних, отриманих з MedData та e-Stock, та доповнює їх логістичним контекстом. Логісти МЗУ будуть використовувати MedSupply, коли договір з постачальником та графік поставок товару узгоджені. Наразі ці дані проходять через логістичного партнера ДП МЗУ або фіксуються вручну. MedSupply уніфікує, стандартизує та автоматизує роботу логіста в частині підтримки виконання та управління договором.
Детальніше про ІТ потужності МЗУ читайте на сайті агенції.

## Публічна позиція
МЗУ неодноразово публічно зазначали про спроби тиску на незалежність закупівельної функції агенції. Такі закиди стосувалися очільників Міністерства охорони здоров'я Іллі Ємця та Максима Степанова. Зокрема, мова йшла про закупівлі костюмів біологічного захисту, затягування процедури закупівель, непрозоре формування Наглядової ради та обрання до неї осіб із сумнівною репутацією тощо. Пізніше, новопризначений Міністр охорони здоров'я Віктор Ляшко скасує наказ про призначення Наглядової ради агенції.